# Kanisjärvi
Kanisjärvi är en sjö i Kiruna kommun i Lappland och ingår i Torneälvens huvudavrinningsområde. Sjön har en area på 0,59 kvadratkilometer och ligger 751 meter över havet. Sjön avvattnas av vattendraget Kanisjåkkå.

## Delavrinningsområde
Kanisjärvi ingår i det delavrinningsområde (763801-170609) som SMHI kallar för Utloppet av Kanisjärvi. Medelhöjden är 764 meter över havet och ytan är 3,75 kvadratkilometer. Det finns inga avrinningsområden uppströms utan avrinningsområdet är högsta punkten. Kanisjåkkå som avvattnar avrinningsområdet har biflödesordning 5, vilket innebär att vattnet flödar genom totalt 5 vattendrag innan det når havet efter 535 kilometer. Avrinningsområdet består mestadels av kalfjäll (83 procent). Avrinningsområdet har 0,65 kvadratkilometer vattenytor vilket ger det en sjöprocent på 17,2 procent.